# Lokremise (St. Gallen)

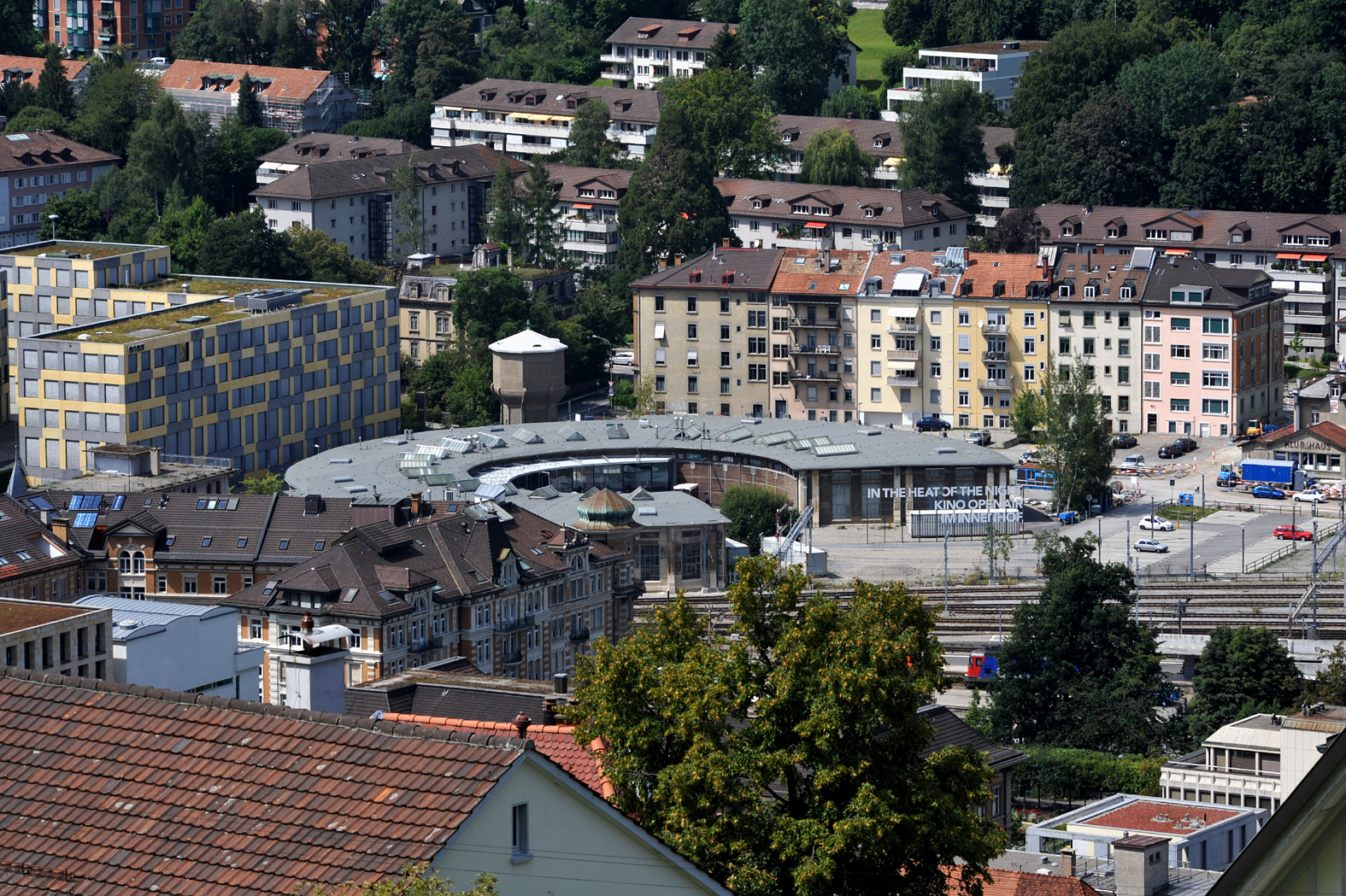
Die Lokremise hinter dem Hauptbahnhof, dahinter der Wasserturm

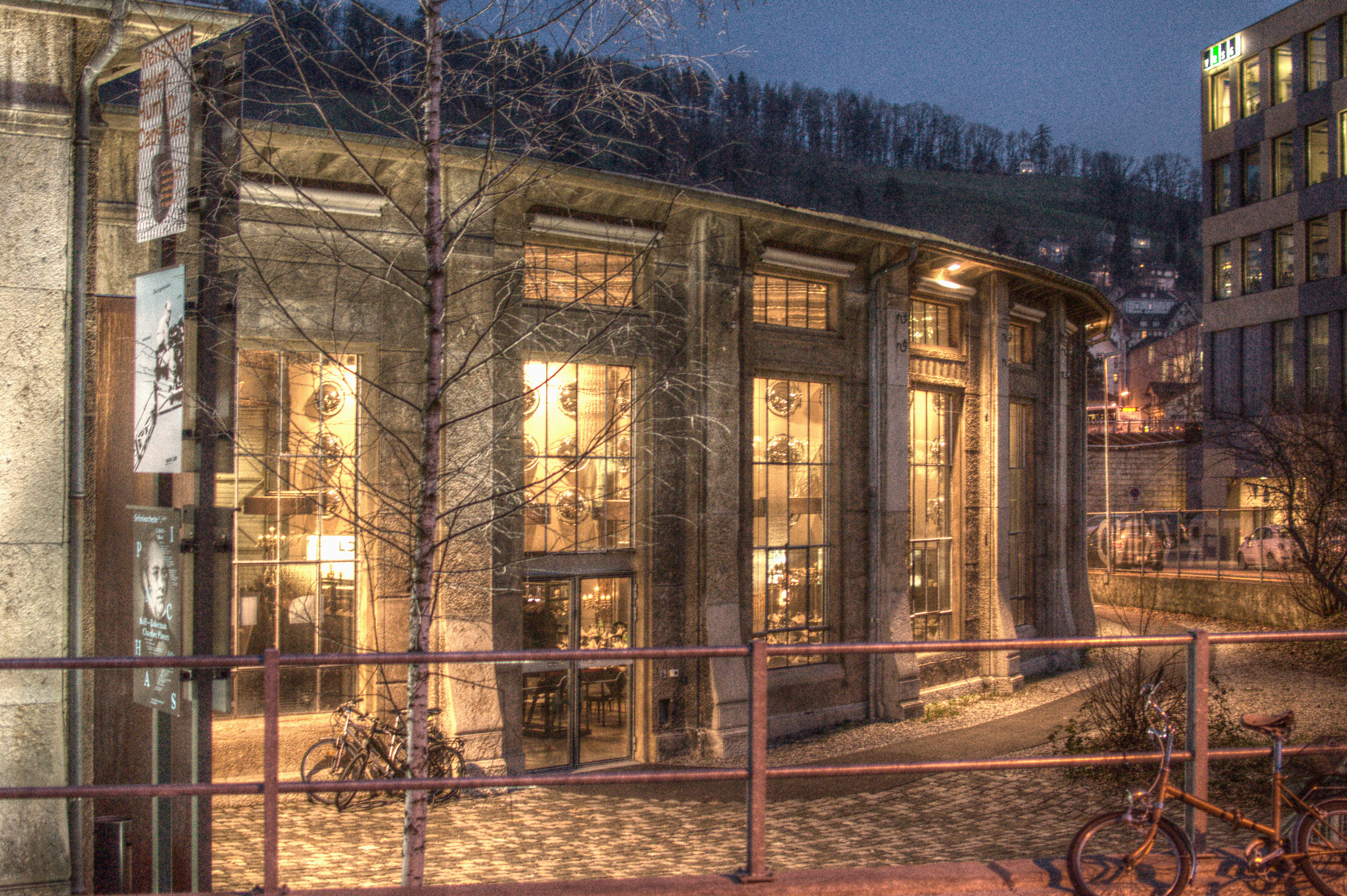
Lokremise von aussen

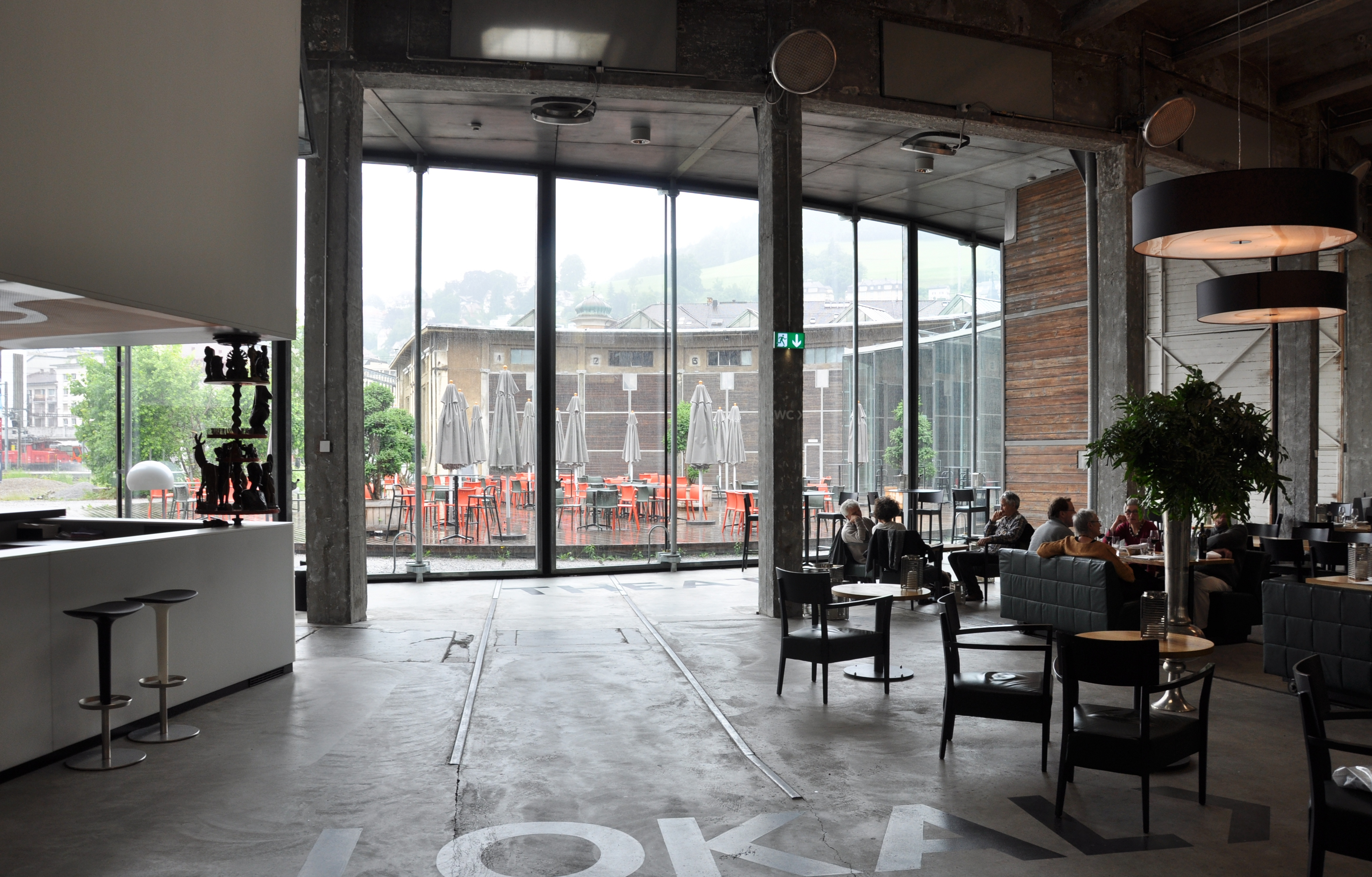
Die Lokremise von innen. Unter dem heutigen Aussensitzplatz befand sich die Drehscheibe

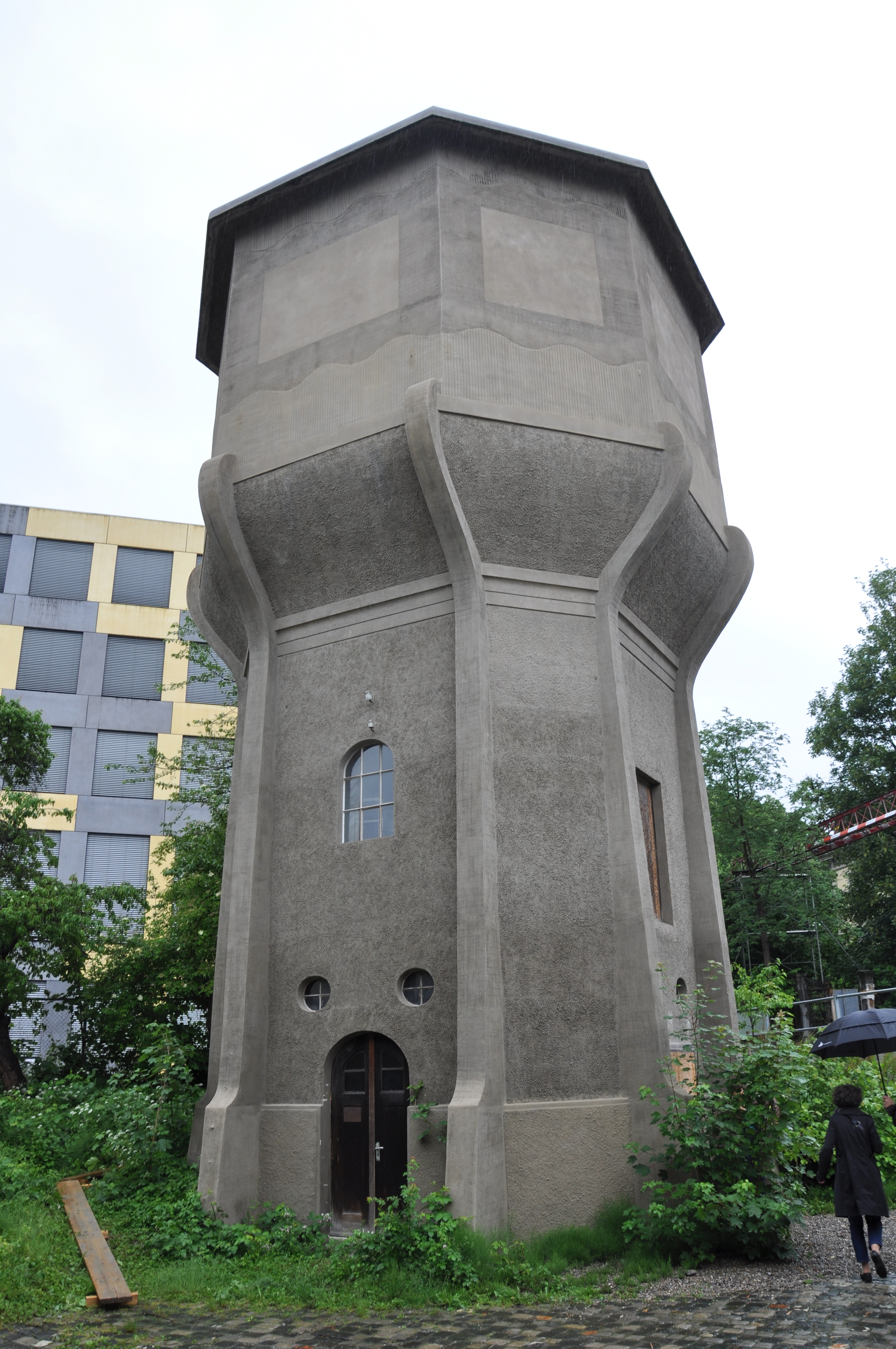
Der Wasserturm

Die Lokremise ist eine ehemalige Lokremise in der Stadt St. Gallen. Das heute als Kulturzentrum eingerichtete Gebäude ist zusammen mit dem danebenliegenden Wasserturm für die Wassertanks der Dampflokomotiven ein Kulturdenkmal von nationaler Bedeutung. Es ist das grösste erhaltene Lokomotiv-Ringdepot der Schweiz.

## Geschichte
Die Lokremise wurde zwischen 1903 und 1911 erbaut, während der Stickereiblüte und dem gleichzeitigen Aus- und Umbau des Hauptbahnhofs. Der Bau gilt als Pionierbau in Eisenbeton. Verziert war er mit einer Jugendstilfassade, wie die meisten Gebäude in St. Gallen zu jener Zeit – inklusive des danebenliegenden Bahnhofs und der Stickereihandelshäuser im Bahnhofsquartier. Zur Remise gehörten ein angrenzendes Badhaus (1902), zwei Hochkamine und der noch heute bestehende Wasserturm (Robert Maillart 1906) zur Versorgung der Dampflokomotiven.
Bis zu den 1980er Jahren wurde die Remise immer weniger benötigt. Dank der Elektrifizierung war eine Rundremise sowie deren Drehscheibe zum Wenden der Loks nicht mehr notwendig. Die Lokomotiven benötigten zudem weniger Unterhalt und dieser wurde auf wenige Standorte zentralisiert. Kulturelle Zwischennutzungen (z. B. durch die Sammlung Hauser & Wirth) konnten den Niedergang des Gebäudes nur begrenzt aufhalten.
Im Auftrag des Kantons und mit Zustimmung der Stimmbürger wurde die Remise 2009/2010 grundlegend umgebaut. Das Gebäude wurde innen praktisch vollständig entkernt und die neue Infrastruktur hineingebaut. Durch den Einbau von drei selbstständigen Einheiten (Haus-im-Haus-Prinzip) wurde der Bau in vier Zonen unterteilt: zwei Theaterzonen des Theaters St. Gallen, eine Kunstzone und eine Allgemeinzone mit Eingangsbereich und Restaurant. Die Renovation sollte den Ursprung des Gebäudes sichtbar bestehen lassen. Somit sind die Originalgleise, die alten Holztore, die ursprünglichen Säulen, sowie die Fassade und die Fenster erhalten geblieben. Einzig die Sichel, welche zur Verbindung aller Räume dient, wurde als Neuanbau dazugebaut.
Im September 2010 wurde die Lokremise mit einem 1000-Tage-Fest eröffnet und wird seither von der Stiftung Lokremise betrieben.
Die Stiftung Lokremise koordiniert den Kultur- und Gastronomiebetrieb und ist zudem für den «kleinen» Unterhalt des denkmalgeschützten Gebäudes zuständig. Für den «grossen» baulichen Unterhalt ist der Kanton St. Gallen als Besitzer des Gebäudes zuständig.

## Spartenübergreifendes Kulturzentrum
Heute sind in der Lokremise drei Partner (Konzert und Theater St. Gallen, Programmkino Kinok, Kunstmuseum St. Gallen) und ein Gastronomiepartner (Restaurant Brasserie Lok, Schatz AG) unter einem Dach versammelt. Zugleich steht die Lokremise Gastveranstaltern für Kulturprojekte, Tagungen und Präsentationen, Firmen- oder Festanlässe offen.
Bei günstigem Wetter kann man auf der Rondelle speisen. Im Wasserturm kann jeweils am Sonntag die Installation von Christoph Büchel erlebt werden.